# Вычислительная биология
Вычислительная биология — это междисциплинарный подход, использующий достижения информатики (и вычислительной техники), прикладной математики и статистики для решения проблем, поставляемых биологией. Главными областями в биологии, которые
применяют такие методы, являются:
- Биоинформатика — применяет машинные алгоритмы и статистические методы к наборам биологических данных, состоящих, как правило, из большого числа ДНК, РНК и белковых последовательностей. Если говорить о конкретных примерах, то это сравнение последовательностей (используется и для поиска последовательности в базе данных, и для сравнения гомологических цепочек), поиск генов и предсказание экспрессии генов. Это очень большая научная область; термин «вычислительная биология» часто выступает как синоним для биоинформатики, что не совсем корректно.

- Вычислительное биомоделирование, подраздел биокибернетики, занимающаяся построением вычислительных моделей биологических систем.

- Вычислительная геномика, подраздел геномики, который изучает геномы клеток и организмов с помощью высокопроизводительного геномного секвенирования (что требует значительной последующей обработки — так называемой геномной сборки), и который использует метод ДНК-микрочипов для статистического анализа выраженных в конкретных типах клеток генов.

- Молекулярное моделирование, область исследований, которая привлекает теоретические и вычислительные методы для моделирования или имитации поведения молекул, причём молекул в самом широком смысле — состоящих от нескольких атомов и до «гигантских» биологических цепочек.

- Системная биология, ставящая целью моделирование полномасштабных биологических сетей взаимодействия (для целой клетки или даже всего организма), часто использует дифференциальные уравнения.

- Предсказание структур белков и структурная геномика — делают попытки систематически вычислять точные трёхмерные модели структур белков, которые ещё не были получены экспериментальным путём.

- Вычислительные подразделы биохимии и биофизики, широко использующие структурное моделирование и имитационные методы, такие как молекулярная динамика или метод выборки Больцмана (в свою очередь основанный на методе Монте-Карло), в попытке пролить свет на кинетику и термодинамику функций белков.
- Нейробиология — научная дисциплина, изучающая роль нейронных сетей в работе мозга. Теоретические основы нейробиологии изложил канадский ученый Дональд Хебб в работе The Organization of Behaviour (1949)[1].